# 189 Phthia
189 Phthia este un asteroid din centura principală, descoperit pe 9 septembrie 1878, de Christian Peters.